# Joseph Oesterlé
Joseph Oesterlé (Alsácia, 1954) é um matemático francês.
Juntamente com David Masser formulou a conjectura abc em 1985. É talvez o mais importante problema não-resolvido da análise diofantina.